# Leuconemacris litangensis
Leuconemacris litangensis är en insektsart som först beskrevs av Yin, X.-c. 1983.  Leuconemacris litangensis ingår i släktet Leuconemacris och familjen gräshoppor. Inga underarter finns listade i Catalogue of Life.